# Alban Dragusha
Alban Dragusha (ur. 11 grudnia 1981 w Prisztinie) – kosowski piłkarz, grający na pozycji obrońcy. Posiada również obywatelstwo albańskie.

## Kariera piłkarska

### Kariera klubowa
Karierę piłkarską rozpoczął w kosowskich klubach KF KEK i KF Kosova Prisztina. Na początku 2005 podpisał kontrakt z ukraińską Worskłą Połtawa, a latem 2005 odszedł do azerskiego Bakı FK. Na początku 2006 wyjechał do Albanii, gdzie został piłkarzem KS Besa. Po meczu w eliminacjach Pucharu UEFA pomiędzy Besą Kawaja i FK Bežanija, piłkarz nie zdał testu antydopingowego i został na 2 lata pozbawiony gry w klubach UEFA. Potem powrócił do Kosowskiej Superligi, gdzie grał w barwach KF Trepça. Po odbyciu kary od 2009 ponownie grał w Besie Kawaja. W 2010 przeszedł do Skënderbeu Korcza. Na początku 2011 został piłkarzem szwedzkiego Kalmar FF.

### Kariera reprezentacyjna
Od 2005 występował w reprezentacji Kosowa. Wcześniej bronił barw juniorskiej reprezentacji Jugosławii.

## Sukcesy i odznaczenia
- zdobywca Pucharu Albanii: 2010